# Vũ Thị Ngọc Toàn
Vũ Thị Như Ngọc (chữ Hán: 宇氏玉全, 1485 - 1590) hoặc Vũ hoàng hậu (chữ Hán: 宇皇后) hoặc Trà Hương hoàng hậu (chữ Hán: 茶香皇后) là chính thất của Thái tổ Mạc triều.

## Vinh danh
Tại chùa Trà Hương (đến thời Gia Long thì đổi là chùa Trà Phương do húy kị, nay sửa lại theo tên cũ) còn lưu tấm bi văn được dựng ngày 26 tháng 8 Thuần Phúc sơ niên (1565), lược thuật sự kiện Thái hoàng Thái hậu Vũ Thị Như Ngọc cùng Khiêm vương Mạc Kính Điển, hơn chục thân vương, công chúa, quan tướng hưng công xây dựng, nội dung như sau:
| “                            | Thái hoàng Thái hậu, Khiêm Thái vương cúng 10 lạng bạc. Lị vương, Thuận vương cúng 5 lạng bạc. Vinh quốc Thái phu nhân 9 lạng 5 tiền. Tĩnh quốc Thái phu nhân 10 lạng. Bảo gia Thái trưởng Công chúa tiền 10 quan. Phúc nghi Thái trưởng Công chúa 1 lạng 8 tiền. Thọ phương Thái trưởng Công chúa 2 lạng 8 tiền. Phúc thành Thái trưởng Công chúa. Sùng Quốc công 5 lạng. Văn Quốc công 9 lạng 5 tiền. Ninh Quốc công 2 lạng. Triều Quận công 1 lạng. Phú Quận công 1 lạng. Trịnh Quận công gỗ lim 2 cây. Ngạn Quận công 1 lạng. Khang Quận công 1 lạng. An Quận công 1 lạng, khuyên tai 1 đôi. Vị Quận công 1 lạng, khuyên tai 1 đôi. Dương Quận công 1 lạng. Tuy Quận công 1 lạng, Thanh Uy hầu 1 lạng. Dựng bia ngày 26 tháng 8, Thuần Phúc sơ niên. Ruộng tín thí: Ngày 8 tháng 10 nhuận năm Bính Dần, Thái hoàng Thái hậu có ruộng của bản điện được cấp và mua mới tất cả là 1 mẫu 9 sào cúng vào Thiên Phúc tự làm của tam bảo. Kê: Một mảnh xứ ngoại tổ cội 1 mẫu 9 sào tại xã Lan Ổ, huyện An Lão; phía Đông gần ruộng của cố Hương La hầu Vũ Trụ, Tây gần ruộng An Lộc bá Vũ Du Mỹ, Nam gần chằm, Bắc gần đường. Phần trên có bia ruộng cúng tiến làm của tam bảo, giao cho chùa để tiện cày cấy và khói hương thờ thánh. Nếu ai mai táng lên ruộng, phá hoại ruộng hoặc di chuyển bia ruộng đều bị chư phật chiếu xét, tru di ba đời. Nay thề nguyện ! | ” |
| — Theo sách Văn bia thời Mạc | |   |

Trong chùa Trà Phương còn có một bức phù điêu bằng đá tạc hình Thái hoàng Thái hậu Vũ Thị Ngọc Toàn với thế ngồi thiền trong một ô khám hình lá bồ đề. Bức phù điêu này đã được công nhận là Bảo vật quốc gia của Việt Nam.